# Corte de' Frati
Corte de' Frati (Curt de Fràat in dialetto cremonese) è un comune italiano di 1 309 abitanti della provincia di Cremona, in Lombardia.

## Storia
La storia del paese è legata all'istituzione della Corte di Alfiano.
Alla corte assommava l'odierno paese di Corte de' Frati con la pieve di Grumone ed il monastero, Alfianello ed altri territori limitrofi. In seguito nel X secolo la Corte d’Alfiano passò alle dipendenze del monastero di Santa Giulia di Brescia. Il toponimo del paese di Corte de' Frati, appartenente al feudo di Alfiano, inizio a chiamarsi così nel XIII secolo.
In età napoleonica, dal 1810 al 1816 si costituì il nuovo comune di Corte de' Frati, ed Alfiano ne diventò frazione, ma con la costituzione del Regno Lombardo-Veneto Alfiano recuperò l'autonomia comunale e dopo l'unità d'Italia nel 1863 cambiò nome in Alfiano ed Uniti.
Nel 1868 il comune di Alfiano ed Uniti venne aggregato al comune di Corte de' Frati secondo lo schema napoleonico.

### Simboli
Lo stemma è stato concesso con regio decreto del 6 settembre 1928.
Il gonfalone, concesso con RD del 22 febbraio 1934, è un drappo di azzurro.

## Società

### Evoluzione demografica
Abitanti censiti

## Amministrazione
| Periodo | Periodo   | Primo cittadino        | Partito                     | Carica                                  | Note                 |
| ------- | --------- | ---------------------- | --------------------------- | --------------------------------------- | -------------------- |
| 1985    | 1990      | Italo Feraboli         | Partito Socialista Italiano | sindaco                                 |                      |
| 1990    | 1995      | Franco Guindani        | Partito Socialista Italiano | sindaco                                 |                      |
| 1995    | 1995      | Giuseppe Rossetti      | centro                      | sindaco                                 | [ 11 ] [ 12 ] [ 13 ] |
| 1995    | 1995      | Maria Giuseppa Gargano | -                           | commissario prefettizio e straordinario | [ 10 ] [ 14 ] [ 15 ] |
| 1995    | 2005      | Giuseppe Rossetti      | centro                      | sindaco                                 |                      |
| 2005    | 2015      | Rosolino Azzali        | lista civica                | sindaco                                 |                      |
| 2015    | 2020      | Rosolino Azzali        | lista civica                | sindaco                                 |                      |
| 2020    | in carica | Giuseppe Rossetti      | lista civica                | sindaco                                 | [ 1 ]                |

## Geografia antropica

### Frazioni
Dal 1823 è stato incorporato il comune di Grumone, ad oggi divenuto frazione.